# イチョウガニ属
イチョウガニ属 (イチョウガニぞく、Cancer) は、甲殻亜門軟甲綱十脚目イチョウガニ科の属のひとつ。

## 名称
本属の学名 Cancer（キャンサー）はラテン語でカニを意味する。1758年の『自然の体系』第10版では、カニを含むほとんどの甲殻類が Cancer に分類されていた。和名の由来は甲羅の形がイチョウ（銀杏）の葉に似ていることから。

## 特徴
体型はオウギガニ科に近いズングリとした姿で、鋏脚が大きめな割に、歩脚がやや短いが部分も似ているが、オウギガニ科のカニがどちらかといえば南方系の暖かく、浅い海を好むのに対し、こちらはやや寒冷な海や、深い場所を住処としている。
体型はどの種も甲羅が大きく、非常に盛り上がっている。体長は甲殻の幅が20 cm近くになる大型種から、僅か数センチメートル程度の小型種まで様々だが、一般に小型の種ほど浅海に、大型種ほど水深の深い場所に生息して棲み分けている。
ヨーロッパではヨーロッパイチョウガニ (C. pagurus)、アメリカではアメリカイチョウガニ (Metacarcinus magister) が大きくて味の良い重要な食用ガニとなっているが、日本産の種は殆ど利用されていない。
日本近海には、イチョウガニ (C. japonicus) とイボイチョウガニ (C. gibbosulus)、コイチョウガニ (C. amphioetus) の3種が生息する。

## 種
ヨーロッパイチョウガニ Cancer pagurus
ヨーロッパでは重要な食用ガニである殻長20cmほどの大型種。独特の柔らかいチーズのような食感を持つ。
イチョウガニ Cancer japonicus
日本産の種。太平洋と日本海の北部のやや深い海に分布。
イボイチョウガニ Cancer gibbosulus
甲幅1cm程度の小型種。他の種に比べ、甲羅の幅が無く、脚が長めに見える。
コイチョウガニ Cancer amphioetus
甲幅2cm程の小型種。九州以北の浅い海に住む。

### 以前含まれていた種
以前本属に含まれていた種の中には、Glebocarcinus、Metacarcinus、Romaleon などの各属に移されたものもある。その代表的な種を挙げる。
アメリカイチョウガニ Metacarcinus magister
ダンジネスクラブとも呼ばれるカナダやアメリカの食用種。レストランのメニューにも載るほどになった。Cancer magister はシノニム。